# Лебедев, Андрей Николаевич
Андре́й Никола́евич Ле́бедев (14 июня 1933, Москва — 29 декабря 2011, там же) — советский и российский физик, специалист в области ускорителей заряженных частиц и физики сильноточных пучков, член-корреспондент РАН (2003).

## Биография
В 1950 году поступил на физико-технический факультет МГУ, в связи с реорганизацией был переведён на физический факультет. Окончил факультет по отделению строения вещества (1955) и аспирантуру Физического института имени П. Н. Лебедева АН СССР (ФИАН).
С 1955 года работал в ФИАН: старший лаборант, младший и старший научный сотрудник, директор Отделения ядерной физики и астрофизики.
В 1959 году защитил кандидатскую, а в 1968 году — докторскую диссертацию по теории ускорителей заряженных частиц.
С 1969 года — профессор МИФИ.
Член-корреспондент РАН (22.05.2003 — Отделение физических наук, секция ядерной физики). Входил в состав Комиссии по борьбе с лженаукой.
Умер в 2011 году. Похоронен на Востряковском кладбище.

## Научная деятельность
Основные научные достижения:
- предсказал эффект радиационного уменьшения эмиттанса и радиационной неустойчивости в синхротронах (совм. с А. А. Коломенским, 1956)
- разработал теорию автофазировки с учетом излучения в общих предположениях о геометрии ускоряющего поля (1958).
- выдвинул теорию резонансного ускорения с учётом пространственного заряда и обнаружил эффект «отрицательной массы» (1959).
- разработал новый тип ускорителя — кольцевой фазотрон (совместно с коллективом сотрудников, 1959-1963).
- обнаружил эффект авторезонансного взаимодействия электронов с плоской электромагнитной волной, который лёг в основу мазеров на циклотронном авторезонансе и обращенного лазера на свободных электронах (совместно с А. А. Коломенским, 1961).
- Предложил новые коллективные методы ускорения, в частности — ускорение кильватерными полями в сильноточных пучках (1972).
- Создал и экспериментально подтвердил кинетическую теорию магнитной изоляции (1973).
- Построил одночастичную теорию лазера на свободных электронах, объяснил механизм индуцированного излучения в классических пучковых системах (совместно с А. А. Коломенским,1971-1974).
- Предложил и экспериментально подтвердил метод генерации килоамперных пучков отрицательных ионов (1981).

## Основные работы
- Теория циклических ускорителей. ГИФМЛ М. 1962 (Theory of Cyclic Accelerators. North-Holland. 1966);
- Основы физики и техники ускорителей (два издания) . Энергоатомиздат 1981,1991.
- The Theory of Coherent Radiation by Intense Electron Beams. Springer 2007.

## Награды
Награждён медалями. Лауреат премии Президиума АН СССР (1957), премии РАН им. В. И. Векслера (1994).